# Amiga CD32
Il Commodore Amiga CD32, comunemente chiamato Amiga CD32 o CD32, è una console per videogiochi da tavolo prodotta dalla Commodore International tra il 1993 ed il 1994, basata sulla piattaforma informatica Amiga e sull'uso del CD-ROM come supporto di memoria.
Insieme al precedente Commodore CDTV, del quale è in grado di leggere gran parte del software su CD-ROM per esso sviluppato, l'Amiga CD32 rappresenta il tentativo di Commodore International di conquistare uno spazio nel settore dell'elettronica di consumo non strettamente legato all'informatica. era pubblicizzato come "The world's first 32-bit CD games console", la prima console a 32 bit con CD-ROM. In realtà fu Fujitsu che a partire da febbraio 1993, anche se esclusivamente in Giappone, commercializzò la prima vera console a 32-bit con lettore CD-ROM, l'FM Towns Marty.

## Storia

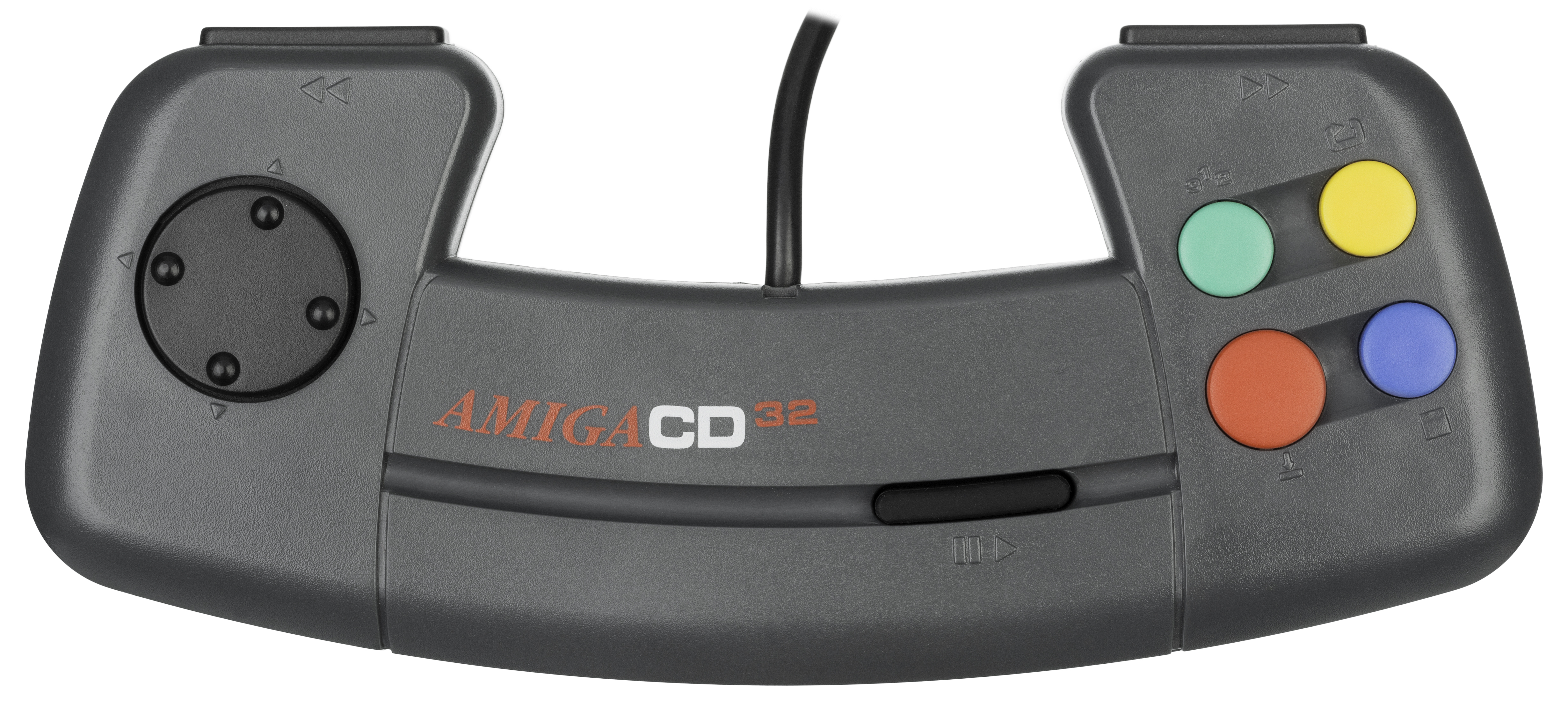
Il Joypad della console

Tra la fine degli anni 1980 e gli anni '90 del Sega Mega Drive prima e del SuperNES decretò l'inizio di una nuova epoca caratterizzata dalle alte prestazioni grafiche e sonore, mandando in crisi la diffusione degli home computer. Commodore International, grande produttrice di computer ad uso domestico decise di creare con la tecnologia dei suoi computer Amiga una console, per poter fare concorrenza nel settore e per non perdere la nuova fetta di mercato, che potesse sfruttare il parco giochi già esistente per questa piattaforma, nacque così l'Amiga CD32.
La nuova macchina venne presentata il 16 luglio 1993 al Museo della Scienza di Londra e commercializzata dal settembre 1993, ma era tuttavia una console basata sulla piattaforma hardware Amiga 1200 già prodotta e venduta qualche tempo prima, a cui erano stati aggiunti essenzialmente un lettore CD-ROM e un nuovo chip (Akiko). Inoltre la scarsezza tecnologica, la penuria di titoli che sfruttassero le peculiarità della macchina (Akiko e CDROM), le difficoltà economiche di Commodore International, la competitività dei concorrenti non permisero alla macchina di imporsi, decretando in poco tempo la sua scomparsa; venne infatti commercializzata - ottenendo un discreto successo commerciale, anche se non sufficiente a salvare la Commodore - fallimento di quest'ultima nell'aprile 1994. 

## Caratteristiche

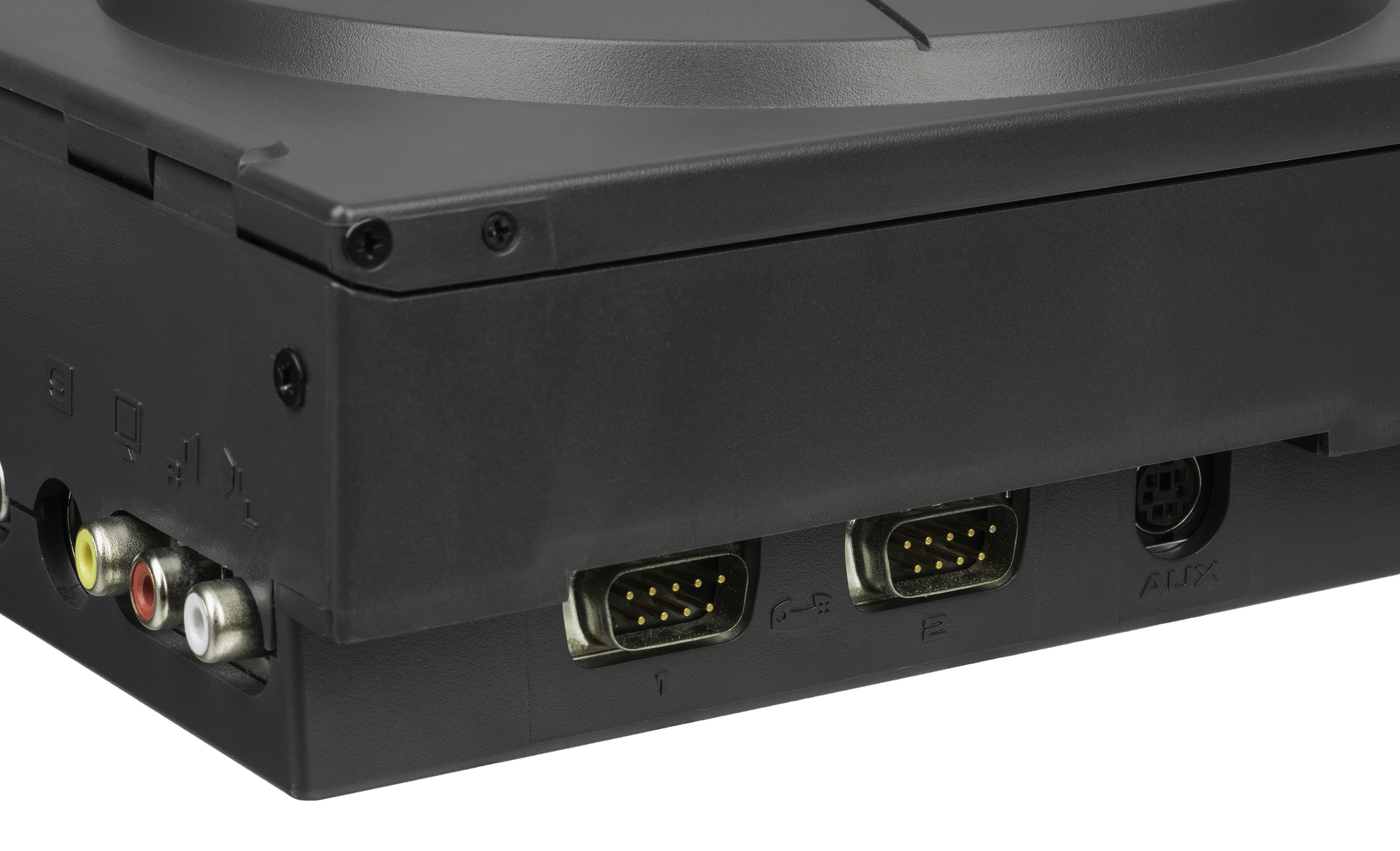
Le porte presenti dietro alla console

Il CD32 è una macchina priva di reale supporto hardware per la grafica tridimensionale (grafica 3D), la quale nel periodo di uscita di questa console si stava diffondendo rapidamente nel fiorente mercato videoludico. Bisogna considerare che oltre al mercato delle console con grafica 3D, anche il mercato PC si dirigeva verso una medesima tecnologia, rendendo standard un tipo di organizzazione della memoria grafica più idonea al disegno di poligoni, la cosiddetta grafica chunk.
L'architettura Amiga, ideata negli anni '80, era invece stata progettata con in mente una gestione efficiente della grafica 2D (la grafica planare). Disegnare un poligono su Amiga richiedeva così molte più istruzioni e accessi in memoria proprio a causa di questo tipo di organizzazione grafica.
Il CD32 possedeva un chip custom particolare denominato Akiko deputato alla conversione hardware tra grafica planare e grafica chunk. Questo permetteva un disegno efficiente dei poligoni e scaricava la CPU dall'onere della conversione che comunque occupava banda e memoria. Akiko è dunque una soluzione parziale e a basso costo all'inadeguatezza tecnologica del chipset AGA per ciò che concerne la grafica 3D degli anni '90. Il sistema CD32 era privo di supporto hardware per il decoding di filmati MPEG-1, sebbene riuscisse a mostrare su schermo filmati a 24 bit 320x256 ad una velocità accettabile di circa 15 o 17 frame al secondo, e fino a 25 frame al secondo se si ottimizzava il caricamento e la gestione della memoria e usando versioni modificate dei file IFF-ANIM di Amiga. Tuttavia questo non era sufficiente a mostrare filmati MPEG. Per ottenere il full motion video MPEG-1 fu quindi messo a disposizione sul mercato un modulo aggiuntivo da comprare a parte e montare nell'apposito slot di espansione posteriore, il Commodore Full Motion Video, in grado di trasformare l'Amiga CD32 in un lettore di Video CD, il primo supporto digitale per l'home video della storia, il quale, negli anni '90, ha fatto concorrenza al VHS con scarso successo (il suo successore, il DVD-Video, è riuscito invece nell'intento di soppiantare il VHS). L'Amiga CD32 è dotata di porte per tastiera e mouse (non compresi con l'Amiga CD32), e, con un'apposita docking station è trasformabile in un home computer comparabile all'Amiga 1200.

## Specifiche tecniche
- CPU: Motorola 68EC020 a 14,3 MHz
- RAM: 2 MB
- 1 MB ROM con Kickstart ROM 3.1 su filesystem cdfs
- 1 kB di FlashROM per i salvataggi
- GPU: AGA Chipset
- Akiko chip, per la gestione del CD-ROM e la conversione chunk/planar
- CD-ROM: MKE drive (velocità 2×)
- Slot di espansione per cartucce MPEG, e componenti di terze parti.
- 4 canali audio a 8-bit
- Porte: Joypad, porta Seriale, 2 porte giochi, tastiera

## Videogiochi
Vennero regolarmente pubblicati meno di 200 giochi per CD32. Gran parte di essi erano porting di giochi per i computer Amiga 500 o Amiga 1200, con poco altro di originale.
Secondo una selezione fatta dalla rivista Retro Gamer, i dieci più grandi giochi per Amiga CD32 sono Diggers, Worms, Flink (unico dell'elenco non uscito anche per computer), Banshee, Guardian, Beneath a Steel Sky, Alien Breed: Tower Assault, D/Generation, Simon the Sorcerer, Zool.
Elenco approssimativamente completo dei giochi pubblicati professionalmente, esclusi gli homebrew più recenti:
- Acid Attack (raccolta di Roadkill, Super Skidmarks, Guardian)
- Action Pack Vol. 1 (raccolta di Fears, Legends, Gloom)
- Akira
- Alfred Chicken
- Alien Breed Special Edition / Qwak (raccolta, non pubblicati separatamente)
- Alien Breed 3D
- Alien Breed: Tower Assault / Alien Breed II: The Horror Continues (raccolta, non pubblicati separatamente)
- Amiga CD Football
- Arabian Nights
- Arcade Pool
- ATR: All Terrain Racing
- Banshee
- BASE Jumpers
- Battle Chess
- Battletoads
- Beavers
- Beneath a Steel Sky
- Benefactor
- The Big 6 (raccolta di 6 giochi di Dizzy, non pubblicati separatamente)
- Black Viper
- Brian the Lion
- Brutal Sports Series: Football
- Brutal: Paws of Fury
- Bubba 'N' Stix
- Bubble and Squeak
- Bump 'n' Burn
- Camel Racer (fornito con il karaoke Kwizoke basato su CD32)
- Cannon Fodder
- Castles II: Siege and Conquest
- Chambers of Shaolin
- The Chaos Engine
- Chuck Rock
- Chuck Rock II: Son of Chuck
- The Classic Lotus Trilogy (raccolta di Lotus Esprit Turbo Challenge, Lotus Turbo Challenge 2 e Lotus: The Ultimate Challenge, non pubblicati separatamente)
- Clockwiser
- The Clue!
- Critical Zone (raccolta di 7 giochi fornita con il CD32)
- D/Generation
- Dangerous Streets
- Dangerous Streets (raccolta di 4 giochi fornita con il CD32)
- Darkseed
- Death Mask
- Deep Core
- Defender of the Crown II
- Dennis
- Diggers
- Disposable Hero
- Donk! The Samurai Duck!
- Dragonstone
- Emerald Mines
- Erben der Erde: Die Grosse Suche
- Exile
- Fears
- Fields of Glory
- The Final Gate
- Fire and Ice
- Fightin' Spirit
- Fireforce
- Flink
- Fly Harder
- Frontier: Elite II
- Fury of the Furries
- Gamers' Delight (raccolta di 41 piccoli giochi)
- Gangster Pursuit (fornito con il karaoke Kwizoke basato su CD32)
- Global Effect
- Gloom
- Gloom 3: Zombie Edition o Ultimate Gloom
- Grandslam Gamer Gold Collection (raccolta di 3 giochi)
- Guardian
- Gulp!
- Gunship 2000
- Heimdall 2: Into the Hall of Worlds
- HeroQuest II: Legacy of Sorasil
- Humans 1 and 2 (raccolta di The Humans e Humans 2: The Jurassic Levels, non pubblicati separatamente)
- Humans III: Evolution - Lost in Time...
- Impossible Mission 2025: The Special Edition
- Insight: Dinosaurs
- Insight: Technology
- International Karate +
- International Open Golf Championship
- James Pond 2: Codename RoboCod
- James Pond 3: Operation Starfish
- Jetstrike
- John Barnes European Football
- Jungle Strike
- Kang Fu
- Kid Chaos
- Kingpin: Arcade Sports Bowling
- The Labyrinth of Time
- Lamborghini American Challenge
- Last Ninja 3
- Legends
- Lemmings
- Liberation: Captive II
- Litil Divil
- The Lost Vikings
- Mag!!!
- Magic Island: The Secret of Stones
- Manchester United: Premier League Champions
- Marvin's Marvellous Adventure
- Mathematik Leicht Gemacht (educativo tedesco)
- Mean Arenas
- Microcosm
- Morph
- Mutation Gold Compilation (raccolta di Doodlebug: Bug Bash 2, Tin Toy in the House of Fun Adventure, Tommy Gun, Castle Kingdoms, Cyberpunks, non pubblicati separatamente)
- Myth: History in the Making
- Naughty Ones
- Nick Faldo's Championship Golf
- Nigel Mansell's World Championship
- Oscar
- Overkill & Lunar-C (raccolta, non pubblicati separatamente)
- PGA European Tour
- Pierre Le Chef Is ... Out to Lunch
- Pinball Fantasies
- Pinball Illusions
- Pinball Prelude
- Pinocchio
- Pirates! Gold
- Power Drive
- Power Games (raccolta di oltre 200 piccoli giochi e demo)
- Premiere
- Prey: An Alien Encounter
- Project-X / F17 Challenge (raccolta, non pubblicati separatamente)
- Project-X / Ultimate Body Blows (raccolta)
- Quik the Thunder Rabbit
- Rise of the Robots
- Roadkill
- Ryder Cup: Johnnie Walker
- Sabre Team
- Seek and Destroy
- Sensible Soccer: European Champions
- Sensible Soccer: International Edition
- The Seven Gates of Jambala
- Shadow Fighter
- Simon the Sorcerer
- Sixth Sense Investigations
- Skeleton Krew
- Skidmarks 2 o Super Skidmarks
- Sleepwalker
- Sleepwalker / Pinball Fantasies (raccolta)
- Soccer Kid
- Soccer Superstars
- Spectacular Voyage (raccolta di 6 giochi fornita con il CD32)
- Speedball 2: Brutal Deluxe
- The Speris Legacy
- Star Crusader
- Striker
- Strip Pot
- Subwar 2050
- Summer Olympix
- Super League Manager
- Super Methane Bros.
- Super Putty
- Super Stardust
- Super Street Fighter II Turbo
- Superfrog
- Surf Ninjas
- Syndicate
- Theme Park
- Thomas the Tank Engine's Pinball
- Top Gear 2
- Total Carnage
- Tower of Souls
- Trivial Pursuit
- Trolls
- UFO: Enemy Unknown
- Ultimate Body Blows
- Universe
- Vital Light
- Wembley International Soccer
- Wendetta 2175
- Whale's Voyage
- Whizz
- Wild Cup Soccer
- Will Bridge: Initiation Junior
- Wing Commander
- Word Construction Set
- Worms
- Zool
- Zool 2